# چاتاکاری (فیلم ۱۹۷۴)
چاتاکاری (به مالایالم: Chattakkari) و دختر هندی انگلیسی (به انگلیسی: The Anglo Indian Girl) فیلمی هندی محصول سال ۱۹۷۴ و به کارگردانی کی. اس. ستوماداوان است. در این فیلم بازیگرانی همچون لاکشمی، موهان شارما، آدور باسی، منا، سوکوماری و بهادر ایفای نقش کرده‌اند.